# Франс де А
Франс де А (28 липня 1899 — 4 листопада 1923) — бельгійський важкоатлет.
Олімпійський чемпіон 1920 року в категорії до 60 кг.